# 東京無印女子物語
『東京無印女子物語』（とうきょうむじるしじょしものかたり）は、なるせゆうせいの原案によるアンソロジー漫画作品。『FEEL YOUNG』（祥伝社）に掲載された。同作を原作とし、2012年に製作・公開された日本映画についても紹介する。

## 概要
脚本家のなるせゆうせいによる原案を6人の注目若手作家（ねむようこ、安江アニ子、赤みつ、コナリミサト、山崎童々、月子）が1話ずつ担当してコミカライズし、『FEEL YOUNG』（祥伝社）に2007年から2008年にかけて連載。現代にたくましく生きる繊細な女の子の等身大の姿を描いた現代寓話短編集として、祥伝社FEELコミックスより2010年3月8日に刊行された。カバーはねむ、コナリ、山崎の3人のコラボレーションによるイラストとなっている。
2012年には「のこのこ」（ねむ）と「チェンジ」（山崎）の2編が大九明子監督により谷村美月（「のこのこ」）と柳めぐみ（「チェンジ」）の主演で実写映画化された。

## 収録作品
- 第1話「のこのこ」ねむようこ：『FEEL YOUNG』2007年9月号 掲載
- 第2話「あめふりシンデレラ」安江アニ子：『FEEL YOUNG』2007年10月号 掲載
- 第3話「ウソコイ」赤みつ：『FEEL YOUNG』2007年11月号 掲載
- 第4話「ダーリンはパープリン」コナリミサト：『FEEL YOUNG』2008年1月号 掲載
- 第5話「チェンジ」山崎童々：『FEEL YOUNG』2008年2月号 掲載
- 第6話「プラスマイナス」月子：『FEEL YOUNG』2008年3月号 掲載

## 作品内容
のこのこ
　

あめふりシンデレラ
　

ウソコイ
　

ダーリンはパープリン
　

チェンジ
　

プラスマイナス
　

## 書誌情報
- 東京無印女子物語（2010年3月8日、祥伝社FEELコミックス、ISBN 978-4-396-76489-0）

## 映画
『東京無印女子物語』（とうきょうむじるしじょしものがたり）は、2012年の日本映画。

### キャスト
- 坂下のぞみ - 谷村美月
- 間宮冴子 - 柳めぐみ
- 大館カオリ - 趣里
- 鈴木美帆 - 鈴木ちなみ
- 木野静代 - 國元なつき
- 亀山壮太 - 大和田健介
- 早瀬むねのり - 落合モトキ
- 船橋トモヤ - 川野直輝

### スタッフ
- 監督 - 大九明子
- 原作 - ねむようこ「のこのこ」、山崎童々「チェンジ」／『東京無印女子物語』（祥伝社フィールコミックス）
- 原案・脚本 - なるせゆうせい
- 製作総指揮 - 近藤芳憲
- プロデューサー - 田中清孝、兼田仁、平林勉
- 音楽 - 野崎美波
- 撮影 - 大沢佳子
- 美術 - 井上心平
- スタイリスト - 横田勝広
- ヘアメイク - 鰕澤真由美
- 録音 - 永口靖
- 整音 - 小宮元
- 音響効果 - 渋谷圭介
- 編集 - 米田博之
- 絵画指導 - 瀬下梓
- 主題歌 - 柳めぐみ「Dear」
- 挿入歌 - 柳めぐみ「もしもまた生まれ変わっても」
- キャスティング - 小林良二
- アソシエイト・プロデューサー - 矢野義隆、榎本憲男
- 制作担当 - 赤間俊秀
- 助監督 - 菊地健雄